# Michał Sokolnicki (generał)

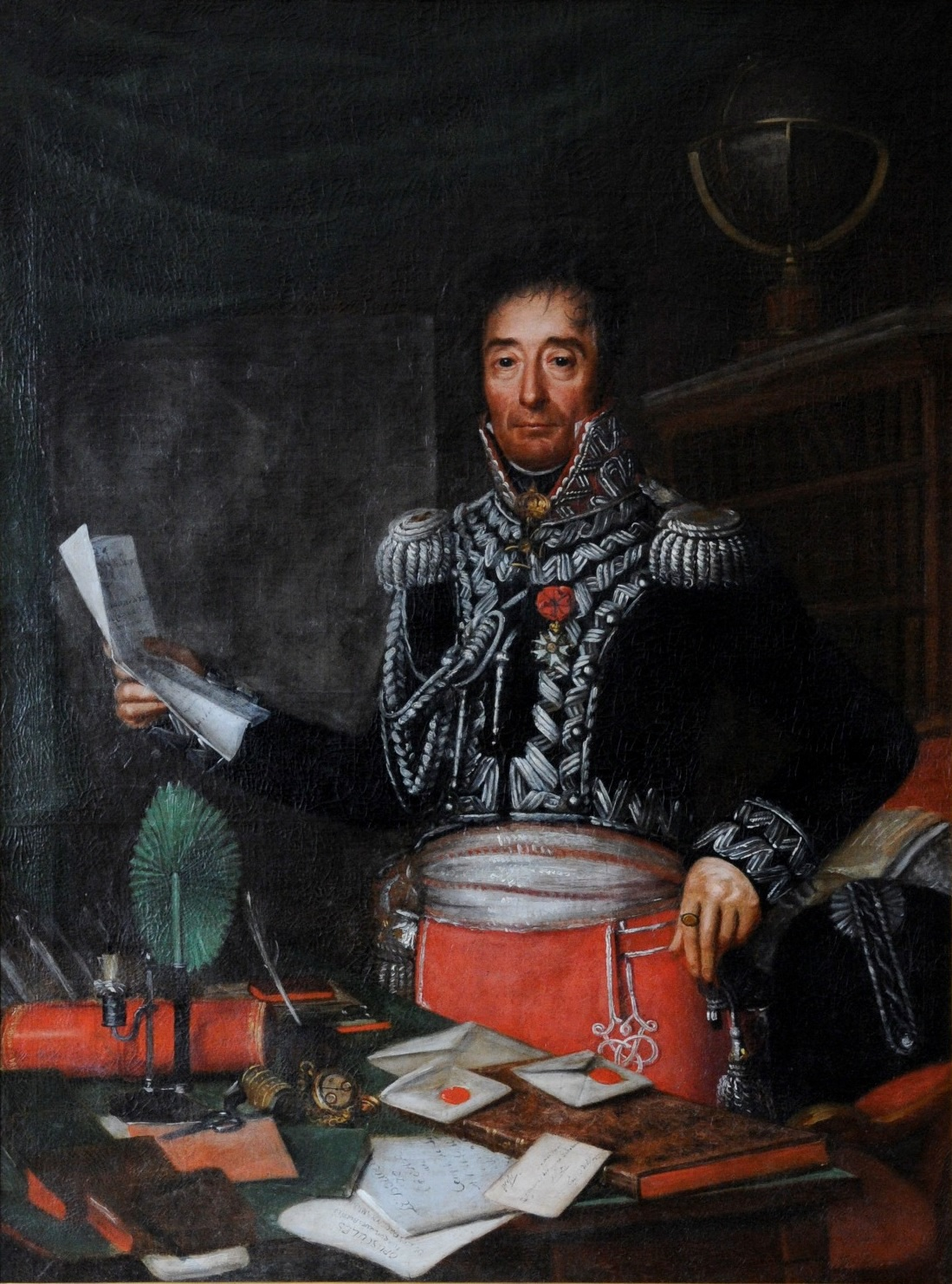
Portret generała Michała Sokolnickiego

Michał Sokolnicki herbu Nowina (ur. 29 września 1760 w Wierzei, zm. 24 września 1816 w Warszawie) – generał wojsk polskich, inżynier wojskowy, polityk, autor rozpraw naukowych i wynalazków z dziedziny techniki.

## Życiorys

### Młodość i lata nauki
Jego rodzicami byli Franciszek Sokolnicki i Urszula z Poklateckich. Pierwsze wychowanie i nauki pobierał w opactwie obrzańskim. Do 1777 uczył go w domu francuski ksiądz Jan Courieu, przede wszystkim historii i nauk matematycznych.
W latach 1777–1780 studiował w Szkole Rycerskiej w Warszawie. Ze szczególną gorliwością oddawał się nauce budownictwa i fortyfikacji. Szkołę ukończył w stopniu porucznika.
W latach 1780–1781 przebywał na dworze ks. Augusta Sułkowskiego w Rydzynie. Przyjaźnił się z Józefem Sułkowskim, którego stał się nauczycielem i wychowawcą. Zrealizował pierwszą pracę inżynierską, polegająca na przekopaniu kanału osuszającego bagnisty teren w jednym zimowym sezonie, wykorzystując fakt zamarznięcia gruntu.
W latach 1781–1787 odbył podróże zagraniczne poświęcone prawdopodobnie na dalsze doskonalenie się w dziedzinie inżynierii polowej i cywilnej.
W roku 1789 założył wraz z płk. Jakubem Jasińskim, już w stopniu kapitana, Wileński Korpus Inżynierów i wykładał geometrię praktyczną i budownictwo. Członek Zgromadzenia Przyjaciół Konstytucji Rządowej.
W roku 1791 został wysłany do Saksonii dla przeprowadzenia studiów w dziedzinie hydrografii i inżynierii wojskowej, wyniki których przedstawił w 1792 r. w specjalnym raporcie Komisji Wojskowej, która nagrodziła Sokolnickiego odezwą pochwalną i awansem na podpułkownika inżynierów.

### Wojna polsko-rosyjska 1792
W 1792 został kwatermistrzem generalnym armii litewskiej w wojnie polsko-rosyjskiej. Zajmował się także budową fortyfikacji, stanowisk artylerii, magazynów itp. W czerwcu tegoż roku pod Grodnem zbudował z tratw oryginalnej konstrukcji most pływający w kształcie łuku zaklinowanego prądem rzeki Niemen, po którym przeszły cofające się wojska polskie z taborami i artylerią.
Lata 1792–1794 spędził w rodzinnych stronach wziąwszy abszyt (zwolnienie) z wojska. W tym czasie przygotował podręcznik pomiarów polowych i podjazdów wojennych krążący w odpisach – nie wydany drukiem.

### Insurekcja kościuszkowska 1794
W czasie insurekcji kościuszkowskiej 1794 otrzymał nominację na pułkownika i patent od Kościuszki na tworzenie Korpusu Stałego Strzelców pod imieniem Województw Wielkopolskich. Wziął udział w obronie Warszawy przed Prusakami m.in. w Wawrzyszczewie, a następnie wespół z Henrykiem Dąbrowskim w wyprawie wielkopolskiej (bitwy pod Kamionną, Bydgoszczą, Fordoniem, Toruniem). Za bitwę pod Kamionną nagrodzony złotą obrączką Ojczyzna Obrońcy Swemu nr 47 Osłaniał odwrót do Warszawy. 13 listopada otrzymał patent generała majora. 24 grudnia towarzyszył dobrowolnie Ignacemu Zakrzewskiemu – prezydentowi Warszawy, wespół z Ignacym Potockim, Tadeuszem Mostowskim, Janem Kilińskim i Andrzejem Kapostasem, w zsyłce do Petersburga. Opiekował się chorymi Zakrzewskim i Potockim. Poświęcał się w wolnych chwilach pasjom naukowym (traktat o filtrowaniu wody przez węgiel, wynalazek Geodesigraphu – przyrządu do pomiarów inżynierskich).
W 1796 po śmierci carycy Katarzyny II opuścił z Zakrzewskim Petersburg i przez Wołyń odprowadził Zakrzewskiego do jego majątku w Żelechowie. Na ten czas przypadają ciężkie sprawy sercowe Sokolnickiego, zupełne zawody w projektach osobistych i zamiarze małżeństwa z Marianną Zakrzewską, późniejszą żoną jego brata – Jana Nepomucena.

### Pobyt w Paryżu
W 1797 zatrzymał się w Poznańskiem, aby we wrześniu tego roku przez Lipsk (11 września) udać się do Paryża. Tu podjął myśl o utworzeniu Legii Naddunajskiej opartego na sojuszu francusko-polskim, opracowywał plany i memoriały, w których prezentował szeroko zakrojone poglądy, między innymi na temat imperialistycznych zamiarów Rosji wobec Europy, wynikających z istniejącego jakoby testamentu Piotra I oraz roli Francji, która jako jedyna była w stanie im zapobiec.

### Legiony Polskie
W 1800 otrzymał nominację na szefa brygady piechoty Legionu, a następnie szefa sztabu, adiutanta komendanta. Pełnił wszystkie obowiązki czynnego dowódcy Legionu obok formalnego dowódcy Kniaziewicza. Odbywał kampanię u boku wojsk francuskich w wojnie z Austrią (Eichhorn, Offenbach, Philipsburg, St. Christoph, Smotzwert, Gars, Salzburg).
W 1801, po zawarciu pokoju z Austrią, towarzyszył Legionowi na zimowym leżu w dolinie rzeki Krems. Jego sztab mieścił się w Kremsmünster, gdzie w miejscowym opactwie oddawał się w wolnych chwilach studiom naukowym. Z chwilą otrzymania rozkazów przejścia Legionu do Toskanii, sprowadził oddziały przez Szwajcarię.
W latach 1802–1803, po reorganizacji Legionu, Sokolnicki został we Włoszech, gdzie się leczył, zajmując się jednocześnie przedmiotami naukowymi i publikacjami. W 1804 został powołany na członka rzeczywistego Towarzystwa Akademickiego Nauk.

### Kampania 1806-1807
W 1806 odbył u boku Napoleona kampanię pułtuską. W 1807 w stopniu generała brygady objął dowództwo pierwszej brygady w Legionie trzecim Wojsk Polskich, z którym po energicznym wdrożeniu subordynacji, walczył na Pomorzu (Słupsk, Gdańsk-Neufahrwasser-Weichselmünde). W tym czasie dekretem Napoleona, datowanym z Finckenstein 19 kwietnia, otrzymał Krzyż Legii Honorowej.

### Armia Księstwa Warszawskiego i wojna polsko-austriacka 1809
1 sierpnia 1808 otrzymał ostateczny Patent Królewski nominujący go generałem brygady wojsk Księstwa Warszawskiego.
W latach 1808–1809 Sokolnicki, w ramach wojny polsko-austriackiej, brał udział w bitwach które miały miejsce w Raszynie-Falentach, Grochowie, Górze Kalwarii, Sandomierzu. Jego efektowne zwycięstwo w bitwie pod Górą Kalwarią miało kluczowe znaczenie dla dalszego rozwoju wypadków i umożliwiło późniejsze sukcesy.
W 1809 otrzymał od Napoleona nominację na generała dywizji (dekret z 14 sierpnia 1809 roku) i odebrał z jego rąk Krzyż Oficerski Legii Honorowej (12 sierpnia), a także Krzyż Komandorski Virtuti Militari (nadany 22 sierpnia 1809 r.) i stopień generała dywizji w wojsku Księstwa Warszawskiego.
Objął dowództwo pierwszej brygady w dywizji gen. Zajączka z kwaterą główną w Lublinie. Tutaj zawiązały się stosunki bliższej zażyłości z ordynatem Stanisławem Zamojskim i z Puławami, w szczególności z księżną Izabellą. Tu raz jeszcze oddał się złudzeniu osobistego szczęścia, szybko jednak odwrócił się od związku z Emmą Potocką, córką Seweryna, generała w 1792 r.
W marcu 1810 został dowódcą radomskiego okręgu wojskowego.
W tym samym roku zapadł ciężko na zdrowiu, będąc bliski utraty życia przebywał kilka miesięcy w Puławach, a następnie udał się na dalsze leczenie. Jadąc przez Harz i Turyngię do kąpieli w Pyrmont przyjęty został gościnnie przez ks. Jerzego Waldeck-Pyrmont. Okres leczenia wykorzystał na studia naukowe (wydane w Paryżu w 1812 r. Studium strategiczne i topograficzne klęski Legionów Rzymskich Varusa w okolicach Lippestadt w lesie Teutoburskim). Stąd udał się do Belgii. Na prośbę ks. Izabelli skupował po drodze cenne przedmioty do tworzonego przez oboje książąt muzeum, którego był bezsprzecznym współzałożycielem. Czasy rewolucji i sekularyzacji, pochodów wojsk i rozmaite władania ułatwiały zakupy co cenniejszych przedmiotów. Do marca 1811 wysłał do Puław ok. 30 pak z obrazami, sztychami, gotyckimi witrażami, medalionami.
W 1811 Sokolnicki w swej podróży dotarł do Paryża, gdzie przedstawił Napoleonowi stan służby swojej kampanii legionowej 1800 r., wojny 1806 r. oraz kampanii 1809 r. Tę ostatnią przedstawił od strony czynów dokonanych, jak i zamierzonych, do których nie dopuszczono, krytykował wodza ks. Józefa Poniatowskiego. Skreślony z ewidencji służby czynnej w Księstwie Warszawskim za przetrzymanie urlopu, pozostał w Paryżu, zajmując się pracą naukową. Jako członek czynny Stowarzyszenia Akademickiego Nauk i Towarzystwa Zachęty Naukowej przedstawiał tam swoje referaty z dziedziny techniki i hydrauliki. Degradacja w Księstwie Warszawskim nie przeszkadzała mu w Paryżu, gdzie dostał się do sztabu Napoleona i rozpoczął prace o charakterze informacyjnym i strategicznym, związane z przygotowywaną wyprawą na Rosję. Opracował również kompleks memoriałów, poprzedzonych ogólnym tytułem „Memoriał o polityce rosyjskiej i odbudowaniu Królestwa Polskiego”. Wbrew ambicjom Sokolnickiego, wykorzystana została najsłabsza część prac, niepozbawiona błędów, czyli część informacyjna.

### Kampania 1812
W roku 1812 towarzyszył Napoleonowi w podróży poprzez Drezno, Poznań do Królewca, w czasie której wyszły ostatnie rozkazy powołujące Wielką Armię. W Królewcu został mianowany do służby przybocznej Napoleona w sztabie osobistym, zwanym Maison Militaire de l’Empereur, pod ogólnym szefostwem Duroca. Sokolnicki miał pod sobą odrębny wydział do spraw dotyczących krajów, przez które przechodziła Armia, a więc przede wszystkim spraw polskich, również politycznych, obok spraw topograficznych, rozpoznawczych i wywiadowczych. Odrzucone jednak zostały przez Napoleona wcześniejsze jego opracowania planów strategicznych. W drodze do Moskwy Napoleon coraz częściej powierzał Sokolnickiemu ważne misje i używał go w charakterze adiutanta (Smoleńsk, Borodino, pod Moskwą). O roli Sokolnickiego podczas odwrotu spod Moskwy nic nie wiadomo.

### Kampania 1813-1814
W 1813 Sokolnicki wznowił prace sztabowe i rozpoznawcze o ruchach wojsk i sił nieprzyjacielskich: rosyjskich, pruskich i austriackich. Napoleon wysłał Sokolnickiego z misją do Krakowa, do ks. Józefa. 7 czerwca tegoż roku w Bunzlau (Bolesławcu) gen. Berthier rozkazem przeznaczył Sokolnickiego do służby czynnej w Korpusie Polskim. Dostał komendę 7. Dywizji lekkiej jazdy polskiej, z którą toczył liczne potyczki z oddziałami prusko-rosyjskimi i austriackimi na terenie Saksonii w rejonie Żytawy, Löbau, Hohensteinau, Colditz, Altenburga, Penig. Z początkiem października otrzymał dowództwo IV Korpusu po generale Kellermannie z powodu choroby tegoż ostatniego. W bitwie pod Lipskiem siłami dwóch brygad IV Korpusu osłaniał prawe skrzydło Francuzów prowadząc szereg wielkich szarż i rozbił linie węgierskiej piechoty ks. Augusta Hesko-Homburskiego. Następnie wziął udział w ataku na centrum nieprzyjaciela, przez stanowcze natarcie na lewe skrzydło. W drugim dniu bitwy (18 października) IV Korpus osłaniał pozycje od Loessnig w głąb doliny Wachau. W czasie odwrotu wybuchło rozprężenie, samowola za sprawą generałów Krukowieckiego i Kwaśniewskiego, który przed frontem poważył się zelżyć gen. Sokolnickiego, za co jednak pod sąd nie poszedł. Sokolnicki wytrwał i w listopadzie z resztą wojsk polskich pod wodzą Dąbrowskiego dotarł do Sedanu. Urlopowany dotarł do Paryża i tu dotrwał do oblężenia.
W 1814 roku razem z gen. Woyczyńskim dowodził Gwardią Honorową. O pewnym epizodzie zachowała się relacja w Journal de Commerce z 4 maja 1814 roku, a dotyczyła walk pozycji artyleryjskiej, obsługiwanej przez uczniów Szkoły Politechnicznej, ocalonej dzięki brawurowej akcji gen. Sokolnickiego. Z polecenia gen. Dąbrowskiego brał udział wespół z płk. Szymanowskim w delegacji do Napoleona w Fontainebleau i cesarza Aleksandra w Paryżu. Wracającemu do Kraju generałowi Sokolnickiemu powierzono zaszczytną misję sprowadzenia zwłok ks. Poniatowskiego. Po drodze w Nancy wziął szczątki ciała pochodzące z grobowca króla Stanisława Leszczyńskiego, kilkakrotnie sprofanowanego, ale uchodzące za jego relikwie. Przez Poznań kondukt dotarł do Warszawy. Szczątki króla zostawił w kościele Katedralnym w Poznaniu, szczątki księcia oddał narodowi w kościele Św. Krzyża w Warszawie.

### Królestwo Polskie
Ostatnie lata spędził w Warszawie, do żadnych poważniejszych zadań nie powołany. W tym czasie wybuchła afera na skutek opublikowania w Paryżu z końcem lata 1814 r. „Dziennika czynności wojskowych... zredagowanego na podstawie notatek oryginalnych...” opisującego zajścia z Krukowieckim po bitwie pod Lipskiem. Generał Sokolnicki jeszcze w Paryżu skreślił rys historyczny kampanii 1813 r. ze specjalnym uwzględnieniem 7. dywizji IV Korpusu i oddał go do druku osobiście lub zrobił to któryś z jego adiutantów. Rozpoczęła się długa i mozolna procedura procesowa najpierw w Paryżu, później w Warszawie, w której stroną byli gen. Sokolnicki i gen. Krukowiecki, który nie szczędził generałowi Sokolnickiemu publicznie obelżywych słów. Procedura ciągnęła się w kilku komisjach i oparła się o wielkiego księcia Konstantego, cara Aleksandra i do śmierci Sokolnickiego nie została zakończona. W tym czasie gen. Sokolnicki wycofał się z życia publicznego i oddał się pracom naukowym i piśmienniczym. Mieszkał na Nowym Świecie pod nr 19 w kamienicy bankiera Izaaka Olliera, zajmując się także wychowaniem dwu bratanków Piotra i Michała, pozostałych po zmarłym w 1813 r. bracie Janie Nepomucenie.
Zmarł 24 września 1816 w wyniku wypadku, któremu uległ podczas parady wojskowej na placu Saskim dzień wcześniej w Warszawie. Został pochowany na cmentarzu Świętokrzyskim w Warszawie.

## Upamiętnienie
Jego imię nosi jeden z fortów Cytadeli Warszawskiej.